# Giro d’Italia 1992
Der 75. Giro d’Italia wurde in 22. Abschnitten und 3835 Kilometern vom 24. Mai bis zum 14. Juni 1992 ausgetragen und vom Spanier Miguel Indurain gewonnen. Somit gewann Indurain in diesem Jahr den Giro d’Italia und danach die Tour de France. Von den 180 gestarteten Fahrern erreichten 148 das Ziel in Mailand.

## Verlauf
| Etappe | von                  | nach                 | km       | Gewinner            | Maglia rosa     |
| ------ | -------------------- | -------------------- | -------- | ------------------- | --------------- |
| Prolog | Genua                | Genua                | 8 (EZF)  | Thierry Marie       | Thierry Marie   |
| 1      | Genua                | Uliveto Terme        | 194      | Endrio Leoni        | Thierry Marie   |
| 2      | Uliveto Terme        | Arezzo               | 174      | Maximilian Sciandri | Miguel Indurain |
| 3      | Arezzo               | Sansepolcro          | 38 (EZF) | Miguel Indurain     | Miguel Indurain |
| 4      | Sansepolcro          | Porto Sant’Elpidio   | 198      | Mario Cipollini     | Miguel Indurain |
| 5      | Porto Sant’Elpidio   | Sulmona              | 223      | Franco Vona         | Miguel Indurain |
| 6      | Roccaraso            | Melfi                | 232      | Guido Bontempi      | Miguel Indurain |
| 7      | Melfi                | Aversa               | 184      | Mario Cipollini     | Miguel Indurain |
| 8      | Aversa               | Latina               | 165      | Guido Bontempi      | Miguel Indurain |
| 9      | Latina               | Monte Terminillo     | 204      | Luise Herrera       | Miguel Indurain |
| 10     | Montepulciano        | Imola                | 233      | Roberto Pagnin      | Miguel Indurain |
| 11     | Imola                | Bassano del Grappa   | 214      | Endrio Leoni        | Miguel Indurain |
| 12     | Bassano del Grappa   | Corvara              | 204      | Franco Vona         | Miguel Indurain |
| 13     | Corvara              | Monte Bondone        | 205      | Giorgio Furlan      | Miguel Indurain |
| 14     | Riva del Garda       | Palazzolo sull’Oglio | 171      | François Simon      | Miguel Indurain |
| 15     | Palazzolo sull’Oglio | Sondrio              | 166      | Marco Saligari      | Miguel Indurain |
| 16     | Sondrio              | Vercelli             | 203      | Mario Cipollini     | Miguel Indurain |
| 17     | Vercelli             | Pian del Re          | 200      | Marco Giovannetti   | Miguel Indurain |
| 18     | Saluzzo              | Pila                 | 260      | Udo Bölts           | Miguel Indurain |
| 19     | Saint-Vincent        | Verbania             | 201      | Franco Chioccioli   | Miguel Indurain |
| 20     | Verbania             | Vigevano             | 92       | Mario Cipollini     | Miguel Indurain |
| 21     | Vigevano             | Mailand              | 66 (EZF) | Miguel Indurain     | Miguel Indurain |

## Endstände
| Sieger            | Miguel Indurain     | 103:36:08 h |
| Zweiter           | Claudio Chiappucci  | + 5:12 min  |
| Dritter           | Franco Chioccioli   | + 7:16 min  |
| Vierter           | Marco Giovannetti   | + 8:01 min  |
| Fünfter           | Andrew Hampsten     | + 9:16 min  |
| Sechster          | Franco Vona         | + 11:12 min |
| Siebter           | Pawel Tonkow        | + 17:15 min |
| Achter            | Luise Herrera       | + 17:53 min |
| Neunter           | Roberto Conti       | + 19:14 min |
| Zehnter           | Bruno Cornillet     | + 20:03 min |
| Punktewertung     | Mario Cipollini     | 236 P.      |
| Zweiter           | Miguel Indurain     | 208 P.      |
| Dritter           | Maximilian Sciandri | 177 P.      |
| Bergwertung       | Claudio Chiappucci  | 76 P.       |
| Zweiter           | Roberto Conti       | 45 P.       |
| Dritter           | Miguel Indurain     | 35 P.       |
| Intergiro-Wertung | Miguel Indurain     |             |
| Zweiter           | Claudio Chiappucci  |             |
| Dritter           | Laurent Bezault     |             |
| Nachwuchswertung  | Pawel Tonkow        |             |
| Teamwertung       | GB-MG Maglificio    | 311:31:55 h |
| Zweiter           | Ceramiche Ariostea  |             |